# Genista longipes
Genista longipes o cambrón es una especie de arbusto perteneciente a la familia de las fabáceas.  
Algunos autores los consideran un sinónimo de Genista lobelii subsp. longipes (Pau) Heywood

## Descripción
Es una planta sufrútice que alcanza un tamaño de 0,05-0,2 m de altura, muy ramificado desde la base, erecto, espinoso. Ramas terminadas en una espina, divaricadas, alternas. Hojas alternas, estipuladas, unifolioladas. Flores axilares, a veces rodeadas de hojas del braquiblasto, solitarias. Corola amarilla. Fruto  fusiforme, falcado, seríceo, con 1-2(3) semillas ovoideas, negruzcas o verdosas.

## Distribución y hábitat
Se encuentra en los matorrales almohadillados de alta montaña, sobre substrato calcáreo o dolomítico; a una altitud de 1150-2300 metros en la península ibérica.

## Taxonomía
Genista longipes fue descrita por Carlos Pau Español y publicado en Bol. Soc. Aragonesa Ci. Nat. 3: 282 (1904)
Citología
Número de cromosomas de Genista longipes (Fam. Leguminosae) y táxones infraespecíficos: n=18; 2n=36
Etimología
Genista: nombre genérico que proviene del latín de la que los reyes y reinas Plantagenet de Inglaterra tomaron su nombre, planta Genesta o plante genest, en alusión a una historia que, cuando Guillermo el Conquistador se embarcó rumbo a Inglaterra, arrancó una planta que se mantenía firme, tenazmente, a una roca y la metió en su casco como símbolo de que él también sería tenaz en su arriesgada tarea. La planta fue la  llamada planta genista en latín. Esta es una buena historia, pero por desgracia Guillermo el Conquistador llegó mucho antes de los Plantagenet y en realidad fue Godofredo de Anjou que fue apodado el Plantagenet, porque llevaba un ramito de flores amarillas de retama en su casco como una insignia (genêt es el nombre francés del arbusto de retama), y fue su hijo, Enrique II, el que se convirtió en el primer rey Plantagenet. Otras explicaciones históricas son que Geoffrey plantó este arbusto como una cubierta de caza o que él la usaba para azotarse a sí mismo. No fue hasta que Ricardo de York, el padre de los dos reyes Eduardo IV y Ricardo III, cuando los miembros de esta familia adoptaron el nombre de Plantagenet, y luego se aplicó retroactivamente a los descendientes de Godofredo I de Anjou como el nombre dinástico.
longipes: epíteto latíno que significa "con un largo tallo"

## Nombre común
Castellano: cambrón, piorno (3), toliaga hembra.(el número entre paréntesis indica las especies que tienen el mismo nombre en España)